# Susumu Yokota
Pour les articles homonymes, voir Yokota.
Susumu Yokota (横田 進, Yokota Susumu) est un compositeur japonais de musique électronique. Il est mort des suites d'une longue maladie le 27 mars 2015, à l'âge de 54 ans.
Il est particulièrement connu pour ses albums de musique ambient expérimentale dans lesquels plusieurs styles viennent se greffer, comme le hip-hop expérimental par exemple. Il utilise un grand nombre de sons, du piano classique, qui occupe une place prépondérante dans son œuvre, aux sonorités les plus synthétiques. Son album Sakura, sorti en 1999 au Japon, a été élu meilleur album électronique par le magazine britannique The Wire.[réf. nécessaire]
Il a également eu une longue carrière de DJ de house-music et a sorti plusieurs albums de house réputés. Il a participé à la Love Parade de Berlin en 1993, sous l'impulsion de Sven Väth qui l'avait repéré.
Il a sorti ses premiers albums sous différents pseudonymes (Stevia, Ebi, Prism...) et il a signé chez le label Leaf.

## Discographie
- Frankfurt Tokyo Connection (1993) - Sous le pseudonyme de « Yokota »
- Zen (1994) - Sous le pseudonyme de « Ebi »
- Acid Mt. Fuji (1994)
- Plantation (1995) - Sous le pseudonyme de « Ringo »
- Metronome Melody (1995) - Sous le pseudonyme de « Prism »
- Ten (1995) - Sous le pseudonyme de « Ebi »
- Anima Beat (1996) - Sous le pseudonyme de « Anima Mundi »
- Cat, Mouse and Me (1996) - Sous le pseudonyme de « Yokota »
- Fruit of the Room (1997) - Sous le pseudonyme de « Stevia »
- Fallen Angel (1997) - Sous le pseudonyme de « Prism »
- Greenpeace (1998) - Sous le pseudonyme de « Stevia »
- Magic Thread (1998)
- 1998 (1998)
- Image 1983-1998 (1998)
- 1999 (1999)
- Sakura (1999)
- Mix (1999)
- Zero (2000)
- Zero Remixes (2001)
- Grinning Cat (2001)
- Will (2001)
- Sound of Sky (2002)
- The Boy and the Tree (2002)
- Over Head (2003)
- Laputa (2003)
- Baroque (2004)
- Symbol (2004)
- Distant Sounds of Summer (2005)
- Wonder Waltz (2006)
- Triple Time Dance (2006)
- Love or die (2008)
- Mother (2009)
- Psychic Dance (2009) - Sous le pseudonyme de « Yokota »
- Kaleidoscope (2010)
- Dreamer (2012)